# Eterosonycha
Eterosonycha is een geslacht van spinnen uit de familie Micropholcommatidae.

## Soorten
- Eterosonycha alpina Butler, 1932